# America's Cup
L'America's Cup (Coppa America in italiano) è il più famoso trofeo nello sport della vela, nonché la più antica competizione sportiva internazionale ancora esistente.
Si tratta di una serie di regate di match race, ovvero tra soli due yacht che gareggiano uno contro l'altro. Le due imbarcazioni appartengono a due Yacht Club differenti, una rappresentante il detentore del trofeo (defender) e l'altra uno yacht club sfidante (challenger); quest'ultimo è a sua volta designato attraverso una serie di regate tra vari contendenti.
Nelle edizioni 1995, 2000, 2003 e 2007, la coppa, una brocca d'argento anche nota come Auld mug (vecchia brocca) è stata assegnata al vincitore di un incontro al meglio di nove regate. L'edizione 2010 della competizione è stata vinta dallo sfidante statunitense BMW Oracle Racing che ha avuto la meglio sul defender svizzero Alinghi con un risultato di 2-0. Oracle ha difeso la Coppa anche durante l'edizione 2013, battendo lo sfidante Emirates Team New Zealand 9-8, ma i kiwi si sono riscattati nell'edizione numero 35, svoltasi nel 2017 nelle Isole Bermuda, dove hanno battuto Oracle Team USA per 7-1 e hanno riportato la Coppa nella baia di Auckland, dove nel 2021 Emirates Team New Zealand ha difeso il titolo battendo Luna Rossa Prada Pirelli per 7-3 e conquistando l'edizione numero 36. Nel 2024 Emirates Team New Zealand ha difeso nuovamente il titolo battendo per 7 a 2 lo sfidante Ineos Britannia nell'edizione 37.

## Storia

### Le origini

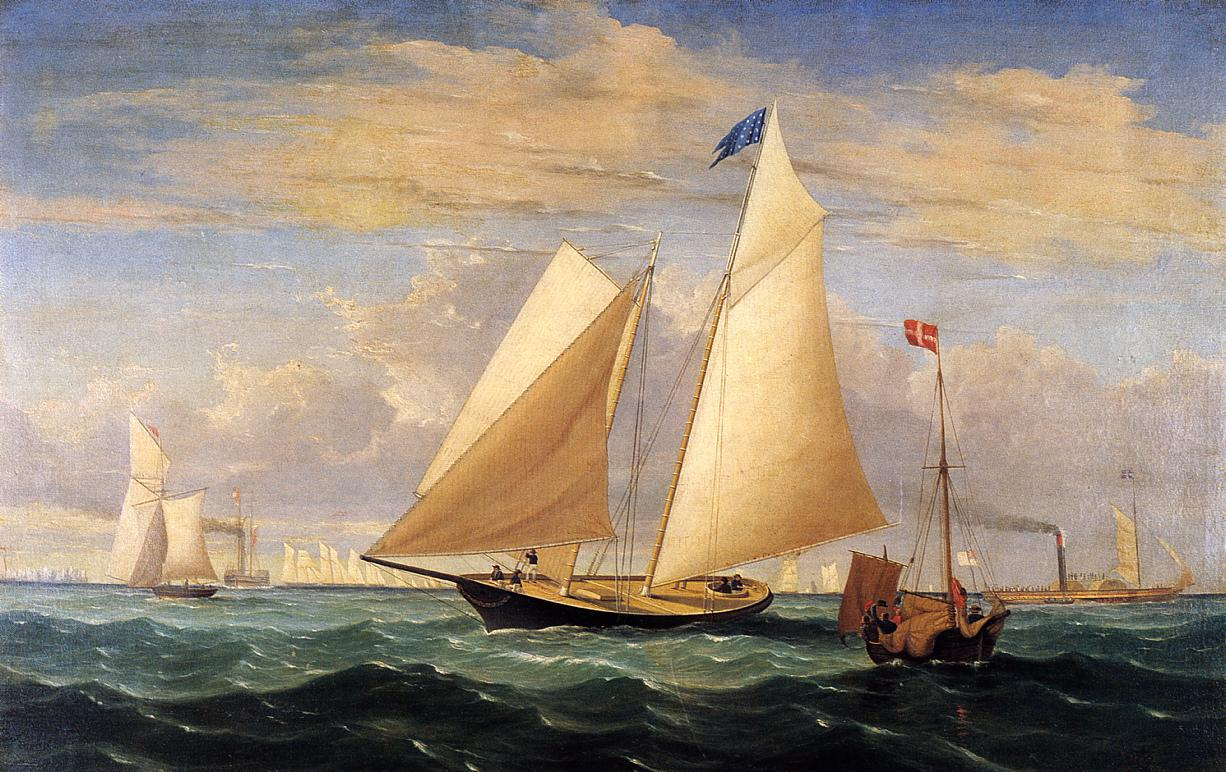
Lo yacht "America" che vinse la regata internazionale. Quadro dipinto da Fitz Henry Lane (1851; Salem, Peabody Essex Museum).

Nel 1851, in occasione della prima esposizione universale di Londra, il Royal Yacht Squadron britannico mise in palio la coppa delle 100 ghinee (in riferimento al costo, circa 105 sterline) una brocca in argento, da consegnare al vincitore della annuale regata da loro organizzata, su un percorso di 53 miglia nautiche attorno all'isola di Wight. La regata ebbe luogo il 22 agosto, alla presenza della regina Vittoria. Il circolo ospitante schierò 14 imbarcazioni. Tra gli sfidanti vi era America, una scuna di 101 piedi del New York Yacht Club. John Cox Stevens aveva fatto costruire la barca insieme ad altri soci del club per gareggiare in Inghilterra e portare denaro nelle casse del loro circolo, fondato pochi anni prima e con poche esperienze in regata. America si aggiudicò la regata con oltre 20' di vantaggio sulla seconda barca, la britannica Aurora. Gran parte del merito di questo fu dell’esperto navigatore a bordo, che indicò al suo equipaggio di percorrere serenamente una rotta interna alle boe che delimitavano le acque basse, così da ottenere un guadagno di oltre un miglio rispetto alle rotte degli altri: per gli inglesi era invece implicito che l'isola andasse circumnavigata passando esterni a quelle boe, ma in realtà il regolamento non specificava tale obbligo e quindi le iniziali proteste furono ritirate e fu assegnata la vittoria di America. A questa regata è fatto risalire, con un aneddoto di dubbia realtà, il motto della competizione "There is no second" (non c'è secondo). La regina Vittoria, saputo del successo di America, avrebbe chiesto quale barca fosse giunta seconda, ricevendo la celebre risposta:
I membri del consorzio che aveva costruito America donarono la coppa, che dal nome della barca vincitrice fu ribattezzata America's Cup, al New York Yacht Club. Il documento che sancisce la donazione, il Deed of Gift, siglato l'8 luglio 1857, riporta alcune condizioni sulla messa in palio della coppa ed è ancora oggi impiegato come base regolamentare per ogni sfida.

### Le prime sfide

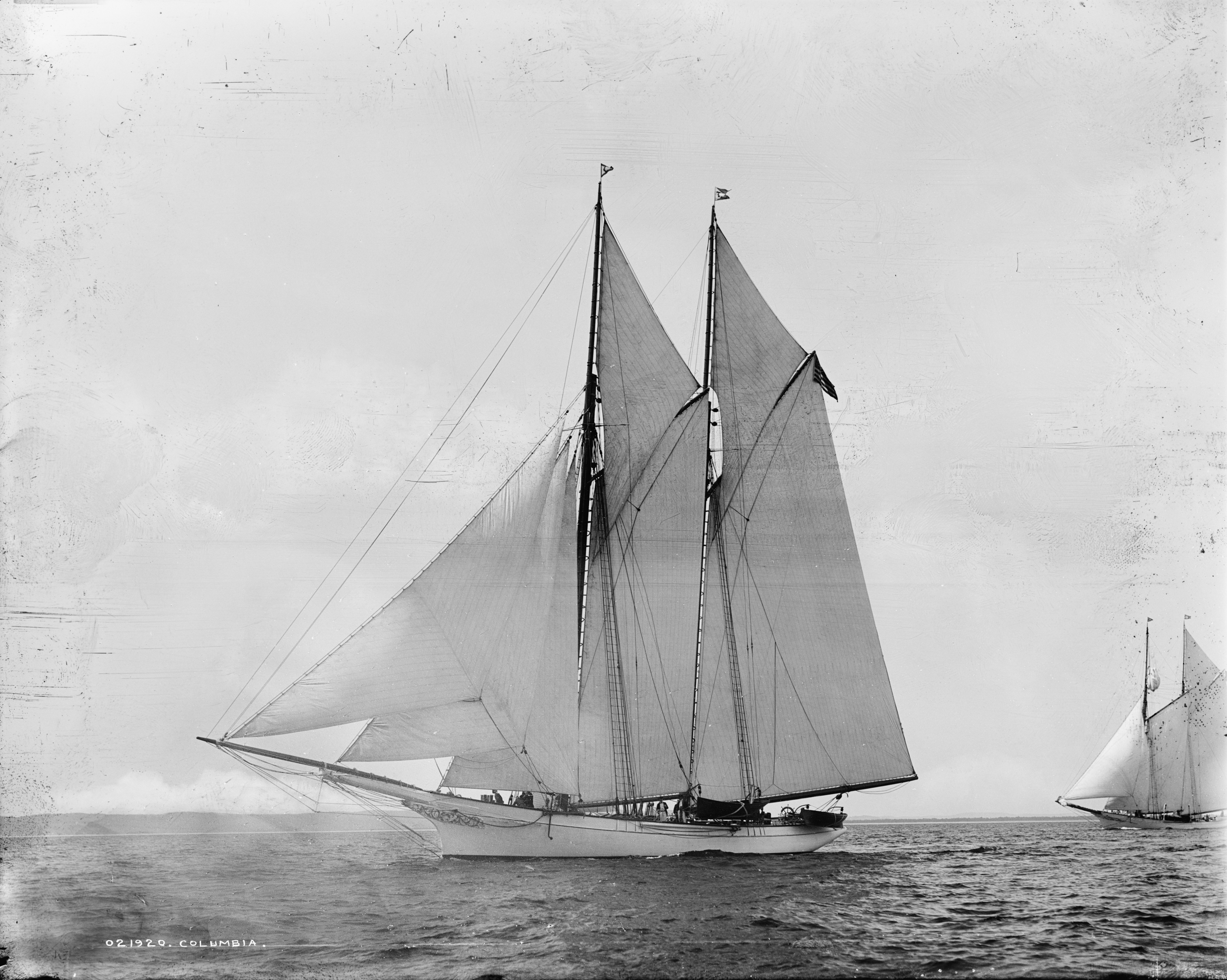
Il defender Columbia nel 1871.

Nel 1868 la scuna Cambria, di proprietà dell'impresario ferroviario James Lloyd Ashbury, si aggiudicò una regata cui partecipò anche l'imbarcazione americana Sappho. L'entusiasmo generato da questo successo spinse il Royal Thames Yacht Club (di cui Ashbury era membro) a lanciare, nel 1870, la prima sfida al NYYC. L'8 agosto Ashbury affrontò una flotta di 17 barche americane, tra cui America, che giungerà quarta. Cambria arriverà solamente all'ottavo posto, mentre la vittoria fu appannaggio di Magic, imbarcazione di Franklin Osgood. Ashbury tentò l'anno successivo in una sfida di match race al meglio delle sette regate. Il NYYC accettò la sfida, riservandosi il diritto di scegliere di giorno in giorno quale barca schierare. Lo yacht di Ashbury, il Livonia, perse le prime due regate contro il Columbia di Osgood, che ruppe l'albero durante la terza regata. Fu Sappho a vincere le successive due regate, garantendo così il successo al NYYC. Ashbury, lamentando scorrettezze da parte degli avversari, fece rientro in patria reclamando la vittoria e accusando la poca sportività degli americani, che per tutta risposta fecero recapitare ad Ashbury alcuni trofei che aveva donato loro.
La sfida successiva, nel 1876, fu la prima a vedere contrapposte due sole barche. Madeleine, che aveva già preso parte alla regata del 1870, ebbe facilmente la meglio della barca canadese Countess of Dufferin, che gareggiava per il Royal Canadian Yacht Club. Alexander Cuthbert, che aveva disegnato la Countess of Dufferin, si occupò personalmente della sfida successiva, finanziando, progettando e guidando in acqua Atalanta, sloop di 65 piedi con cui sfidare gli americani nel 1881 in rappresentanza del Bay of Quinte Yacht Club. La sfida del 1881 fu un completo fallimento: la carenza di fondi portò a una costruzione incompleta, cui si aggiunse la difficoltà della barca sfidante nel giungere nel porto di New York dal Lago Ontario (sede del club sfidante) attraverso il canale Erie. Al contrario, il NYYC organizzò tutto nei minimi dettagli, scegliendo lo sloop Mischief dopo delle regate preparatorie, ottenendo anche questa volta una vittoria.

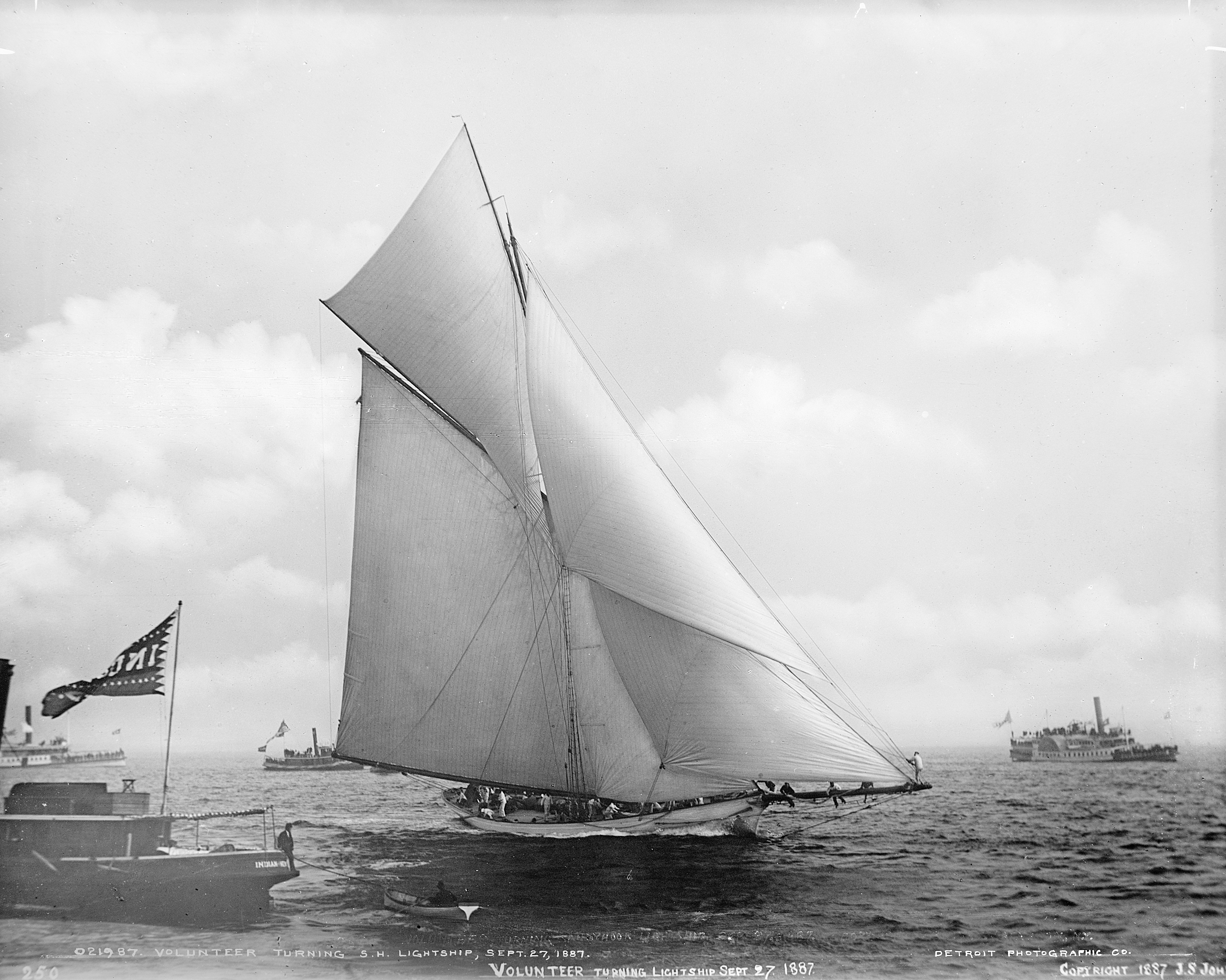
Volunteer nel 1887

Dopo il clamoroso insuccesso canadese il NYYC stilò un nuovo Deed of Gift, dove si specificava che il circolo sfidante dovesse trovarsi in riva al mare (o nelle immediate adiacenze) e giungere sul luogo della sfida con la barca stessa, non trasportandola. Fu inoltre introdotta una regola per le dimensioni delle barche: il sistema di rating includeva la superficie velica e la lunghezza alla linea di galleggiamento, con il limite fissato in 85 piedi (25,91 metri). Con queste regole l'irlandese John Beavor-Webb disegnò due imbarcazioni, Genesta e Galatea, che presero parte alla sfida rispettivamente nel 1885 e 1886, perdendo contro Puritan e Mayflower, disegnate da Edward Burgess, capaci di vincere le selezioni interne al NYYC per la barca del defender. Burgess si ripeterà nel 1887, disegnando Volunteer, vittoriosa sulla barca scozzese Thistle. Quest'ultima, disegnata da George Lennox Watson e completamente priva di arredi sottocoperta per risparmiare sul peso (così come la Volunteer), fu costruita in gran segreto e nascosta agli occhi degli avversari persino quando era ormeggiata nel porto di New York, dove la chiglia fu coperta.

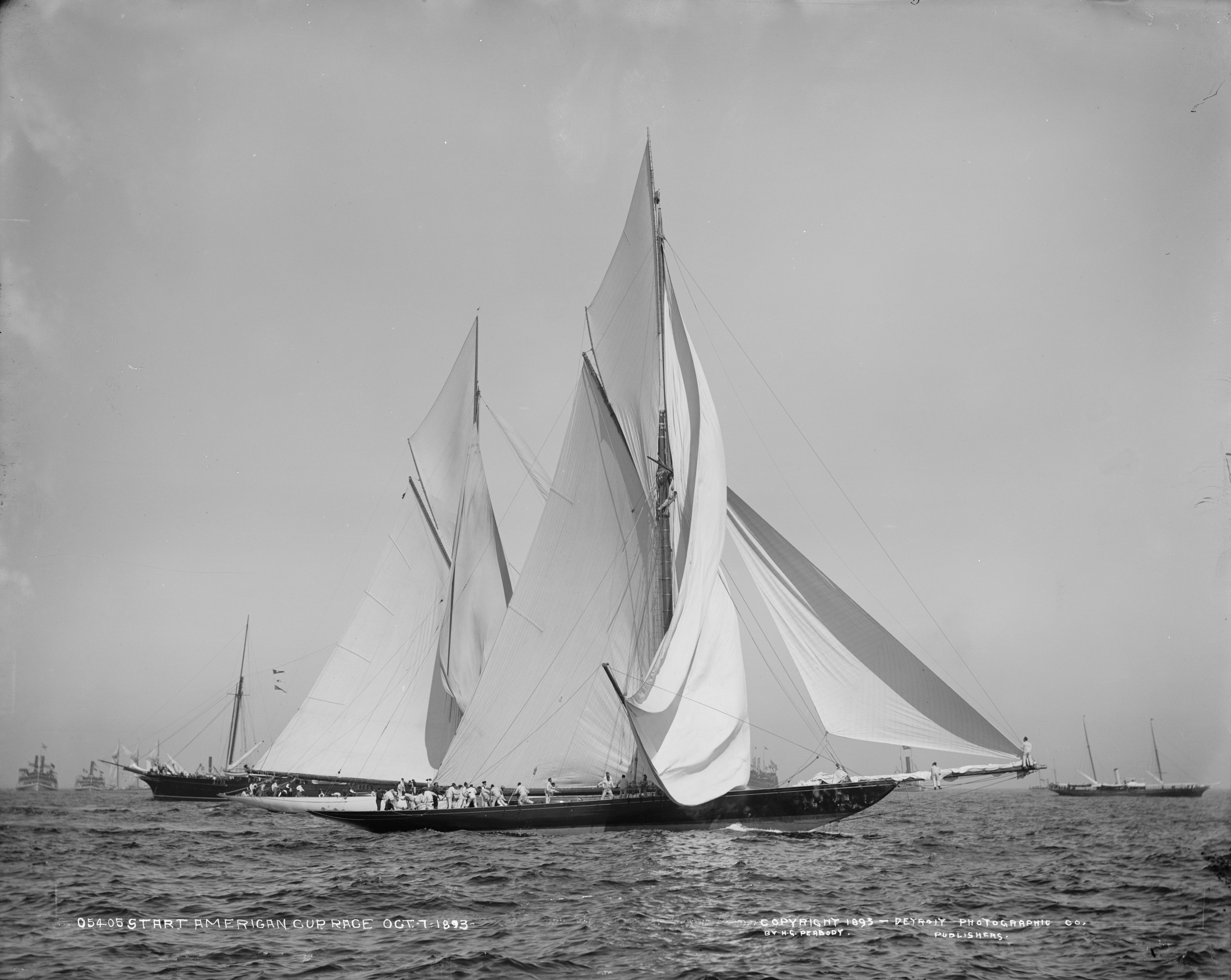
Vigilant e Valkyrie II alla partenza di una regata nel 1893.

Dopo la sfida del 1887 il NYYC scelse di adottare il rating del Seawanhaka Corinthian Yacht Club. La sfida successiva si ebbe solo nel 1893: nel 1889 la sfida sarebbe stata con barche di 70 piedi, ma quando fu raggiunto un accordo tra il NYYC e il Royal Yacht Squadron su un nuovo emendamento al Deed of Gift, la barca Valkyrie del conte di Dunraven, già partita alla volta di New York, fu costretta a tornare. Il conte di Dunraven lancerà la sfida del 1893, per cui chiese di tornare alla misura di 85 piedi. George Lennox Watson costruirà per il conte la Valkyrie II. A New York Charles Oliver Iselin diede carta bianca all'architetto Nathanael Herreshoff e nacque Vigilant, che con lo stesso Herreshoff al timone si aggiudicò le selezioni per la barca del defender vincendo poi la sfida con Valkyrie II.
Il conte riproverà nel 1895, stavolta con una barca di 90 piedi: la Valkyrie III, sempre disegnata da Watson, la prima dotata di un albero d'acciaio. Oltreoceano, lontana da occhi indiscreti (assemblata al chiuso di un hangar e fu varata di notte), nacque Defender, progettata anche questa volta da Herreshoff, con uno scafo in alluminio e bronzo. Questa scelta permise di costruire una barca più leggera, ma che andò rapidamente incontro ad elettrolisi. Dopo aver vinto la seconda regata e portato in parità la sfida, Valkyrie III fu squalificata per una collisione con la barca avversaria prima della partenza. Amareggiato per la decisione, il conte si ritirò dalla competizione, lanciando pesanti accuse di frode al comitato di gara. In risposta alle accuse, il New York Yacht Club revocò al conte il titolo di socio onorario. Dell'equipaggio di Defender faceva parte Henry Coleman Haff, che all'età di 58 anni divenne il più anziano vincitore della coppa.

### Le sfide di Sir Thomas Lipton

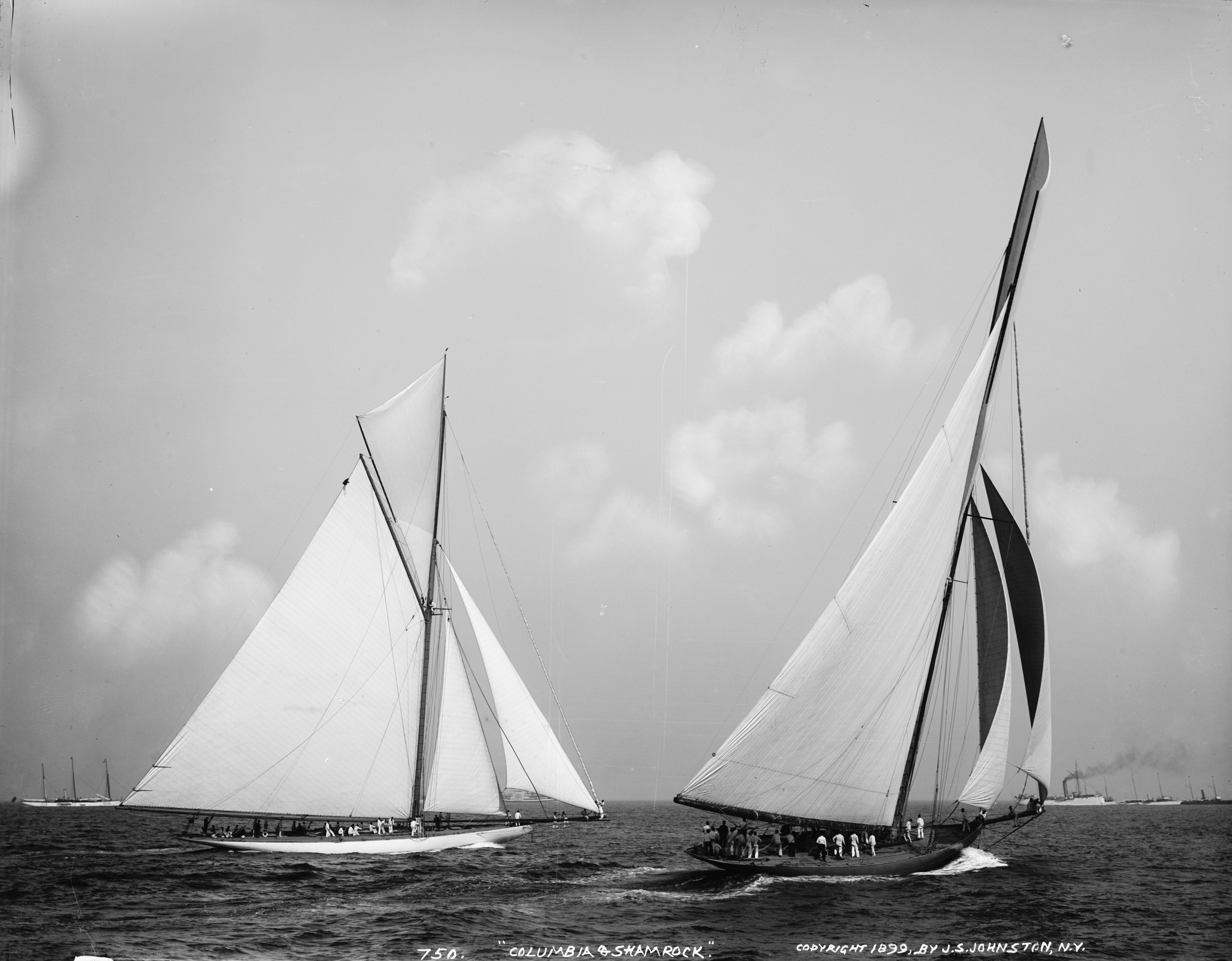
Columbia e Shamrock nel 1899.

Il clima tra britannici e americani era ormai teso; in questo contesto arrivò la sfida del 1899 del magnate del tè britannico Thomas Lipton per il Royal Ulster Yacht Club. Al progettista scozzese William Fife spettò il compito di disegnare la barca, cui fu dato il nome di Shamrock (trifoglio irlandese). A New York Herreshoff, finanziato da un consorzio che faceva capo al banchiere John Pierpont Morgan, costruì la Columbia, dotata di un albero telescopico in acciaio, che fu affidata al timoniere scozzese-americano Charlie Barr, quest'ultimo aveva già regatato con barche disegnate da Fife. Columbia vinse facilmente, ma Sir Lipton fu molto sportivo nell'accettare il risultato: la correttezza dell'imprenditore, oltre a rasserenare gli animi dopo gli eventi del 1895, diede una notevole spinta pubblicitaria alla sua compagnia.
Nonostante la sconfitta Lipton riprovò nel 1901, affidandosi a Watson, che costruì Shamrock II. Dopo il fallimentare progetto di Independence (troppo difficile da manovrare per le sue dimensioni) di Thomas W. Lawson, il NYYC si affidò ancora una volta a Herresshoff che fece costruire Constitution, non riuscendo però a coinvolgere Barr, che partecipò alle selezioni con Columbia, con cui difese la Coppa per la seconda volta.

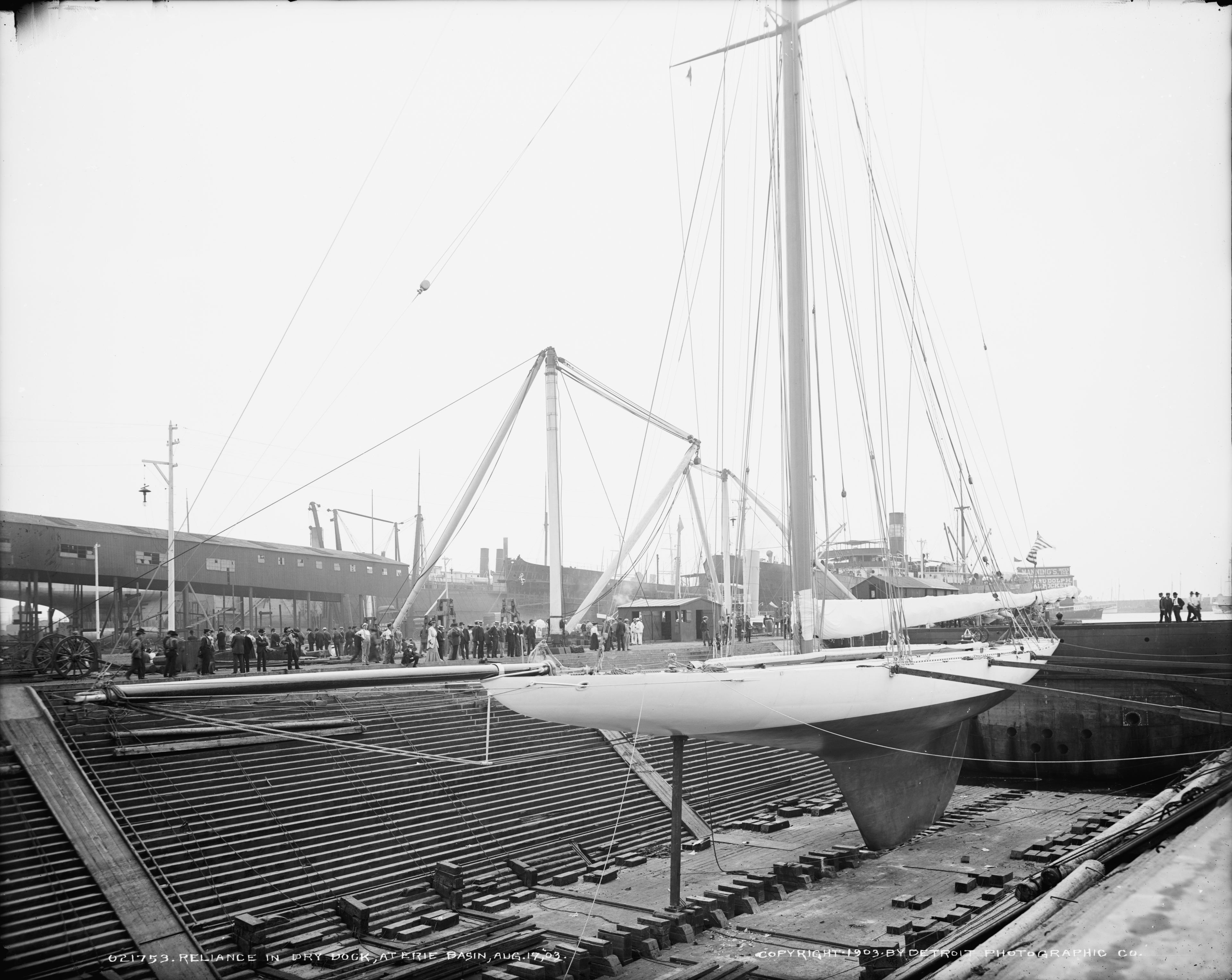
Il grande scafo di Reliance, la barca vincitrice della XII America's Cup.

La determinazione di Lipton lo porterà a lanciare una terza sfida nel 1903. In questa occasione il NYYC decise di puntare tutto su un unico progetto. Prendendo spunto dal design dell'Independence e sfruttando al massimo un punto poco chiaro del regolamento nacque Reliance: una barca enorme per i suoi tempi, con una lunghezza fuori tutto di 201 piedi (61 m), un albero di 199 piedi di altezza (l'equivalente di un palazzo di 20 piani) e una superficie velica di 1501 m² (uguale a circa otto 12 metri). Lo scafo era progettato per "sollevarsi" durante le manovre: in questo modo la lunghezza sulla linea di galleggiamento aumentava, procurando un aumento notevole della velocità, pur rendendola difficile da manovrare. Anche se più bilanciata rispetto alla barca che ne ispirò la costruzione, un progetto così estremo (il cui unico fine era la difesa della coppa) richiedeva la presenza uno skipper esperto al timone: la scelta non poté che cadere su Barr, che contro Shamrock III (disegnata da Fife) si aggiudicò la coppa per la terza volta consecutiva e senza concedere nemmeno una regata ai suoi sfidanti.

### Launiversal rulee la classe J
Le barche che si sfidarono nel 1903 erano fin troppo estreme e del tutto inutilizzabili per scopi diversi. Questo portò Herreshoff a proporre la Universal Rule, che aggiungeva nel rating delle barche la lunghezza fuori tutto e il dislocamento, al fine di costruire barche più pesanti, più lente ma semplici da manovrare, dividendole in classi. Lipton chiese di gareggiare con barche più piccole e il NYYC concesse la sfida con barche di 75 piedi nel 1914. Charles Ernest Nicholson disegnò per Lipton Shamrock IV, mentre il NYYC si affidò ancora una volta ad Herreshoff e alla sua piccola barca, Resolute. Nel frattempo Charlie Barr era morto, ma l'equipaggio che aveva vinto con lui vinse le selezioni con Resolute. Lo Shamrock IV si trovava nell'Oceano Atlantico quando, il 5 agosto 1914, la Gran Bretagna dichiarò guerra alla Germania: aveva inizio la prima guerra mondiale, che porterà alla sospensione della competizione. Harold Stirling Vanderbilt, a capo del NYYC, aveva mandato una sua imbarcazione, il Vagrant, a Bermuda, dove avrebbe incontrato lo Shamrock IV per poi scortarlo sulla rotta per New York. Il Vagrant giunse a Bermuda l'8 agosto, ignaro di ciò che era successo in Europa, e cercò di penetrare attraverso la barriera corallina (i dispositivi di segnalazione sulla costa erano stati disattivati) ricevendo alcuni colpi di avvertimento. Il giorno dopo, all'arrivo dello Shamrock IV, le imbarcazioni fecero rotta verso New York. La barca di Lipton rimase in un bacino di carenaggio fino al 1920, quando finalmente si poté celebrare la sfida. Lo Shamrock IV andò vicinissimo alla vittoria come nessuno sfidante prima di allora, vincendo le prime due regate. Resolute vinse le regate successive imponendosi 3-2. 
La nuova regola per le barche convinse l'ormai settantanovenne Lipton a lanciare, nel 1929, una quinta sfida, fiducioso che le condizioni di gara fossero favorevoli per riportare la Coppa in Gran Bretagna. Fu scelta la classe J, barche con una lunghezza tra i 76 e gli 88 piedi e armate con vela bermudiana. Lipton si rivolse di nuovo a Nicholson e nacque Shamrock V. Nonostante la grande depressione a New York si formarono quattro consorzi che costruirono altrettante barche. La sede delle regate si spostò a Newport, dove Starling Burgess, sfruttando le conoscenze navali e quelle acquisite nel design di aerei durante la guerra, costruì per il sindacato di Vanderbilt la piccola Enterprise, che si aggiudicò le regate di selezione. La Enterprise ebbe molte meno difficoltà contro lo Shamrock V, che risultò parecchio vetusta, mentre la Enterprise era estremamente leggera e poteva contare su un innovativo albero in duralluminio.

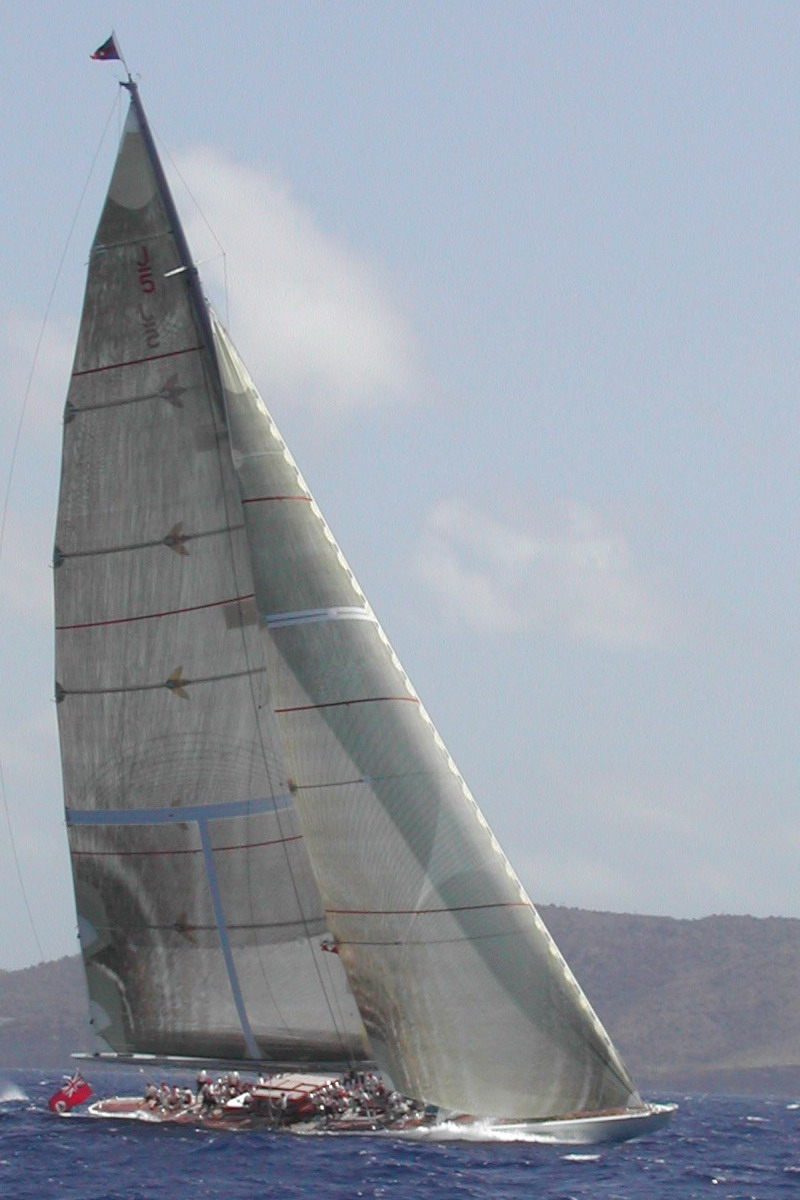
Una replica della Ranger nel 2005. La barca ottenne un rating di 75 (valore massimo per la classe J)

Quella di Shamrock V fu l'ultima sfida di Sir Lipton, che morirà nel 1931.
Il pioniere dell'aviazione britannica Sir Thomas Sopwith raccolse il testimone di Lipton, lanciando la sua sfida nel 1934. Il cantiere di Nicholson costruì la Endeavour, che sembrò in grado di impensierire gli avversari (la Rainbow di Vanderbilt) ben più dello Shamrock V. Tuttavia Endeavour ebbe un problema di equipaggio, dal momento che Sopwith dovette fronteggiare l'ammutinamento (per motivi legati alla paga) dei professionisti ingaggiati. Sopwith fu costretto a ripiegare su un equipaggio di volontari, trovandosi comunque avanti per 2-0 dopo le prime 2 regate ma perdendo le successive quattro per via di alcuni errori tattici e dell'inesperienza dell'equipaggio.
Nel 1936, Nicholson costruirà per Sopwith la Endeavour II, che apparve sin da subito persino più veloce della barca precedente, che si era dimostrata parecchio competitivo. Il regolamento consentiva agli sfidanti di indicare la barca con cui concorrere entro 30 giorni dall'inizio della sfida, così a Newport giunsero sia la Endeavour che la Endeavour II, che si sfidarono per decidere quale fosse la più indicata per gareggiare. Alla fine la scelta cadde sulla seconda barca. Per il defender Harold Vanderbilt si fece da solo carico dei costi di produzione, commissionando una serie di progetti a Starling Burgess e al giovane Olin Stephens. Dall'unione di questi progetti nacque la poderosa Ranger, al cui timone Vanderbilt vinse ancora, stavolta con un netto 4-0. Fu la terza ed ultima sfida tra le costose imbarcazioni di classe J: per la sfida successiva, nel 1958, a ben 21 anni di distanza, verranno utilizzate le iconiche imbarcazioni 12 metri.

### La classe 12 metri e la vittoria australiana
Le difficoltà economiche dei primi anni del secondo dopoguerra resero necessari alcuni cambiamenti. Gli yacht di classe J erano infatti molto costosi e nessuna sfida era stata lanciata negli ultimi 20 anni. Per attirare degli sfidanti nel 1956 Henry Sears introdurrà la classe 12 metri codificata secondo le regole dell'International Yacht Racing Union (oggi World Sailing) . Nel 1958 il Royal Yacht Squadron lanciò la sfida con Hugh Goodson e Sceptre. Per il NYYC scese in acqua Columbia, con lo skipper Briggs Cunningham (l'inventore del Cunningham) e lo stesso Sears come navigatore, che vinse 3-1. Nel 1962 fu lanciata la prima sfida australiana, con Gretel che perse contro Weatherly.

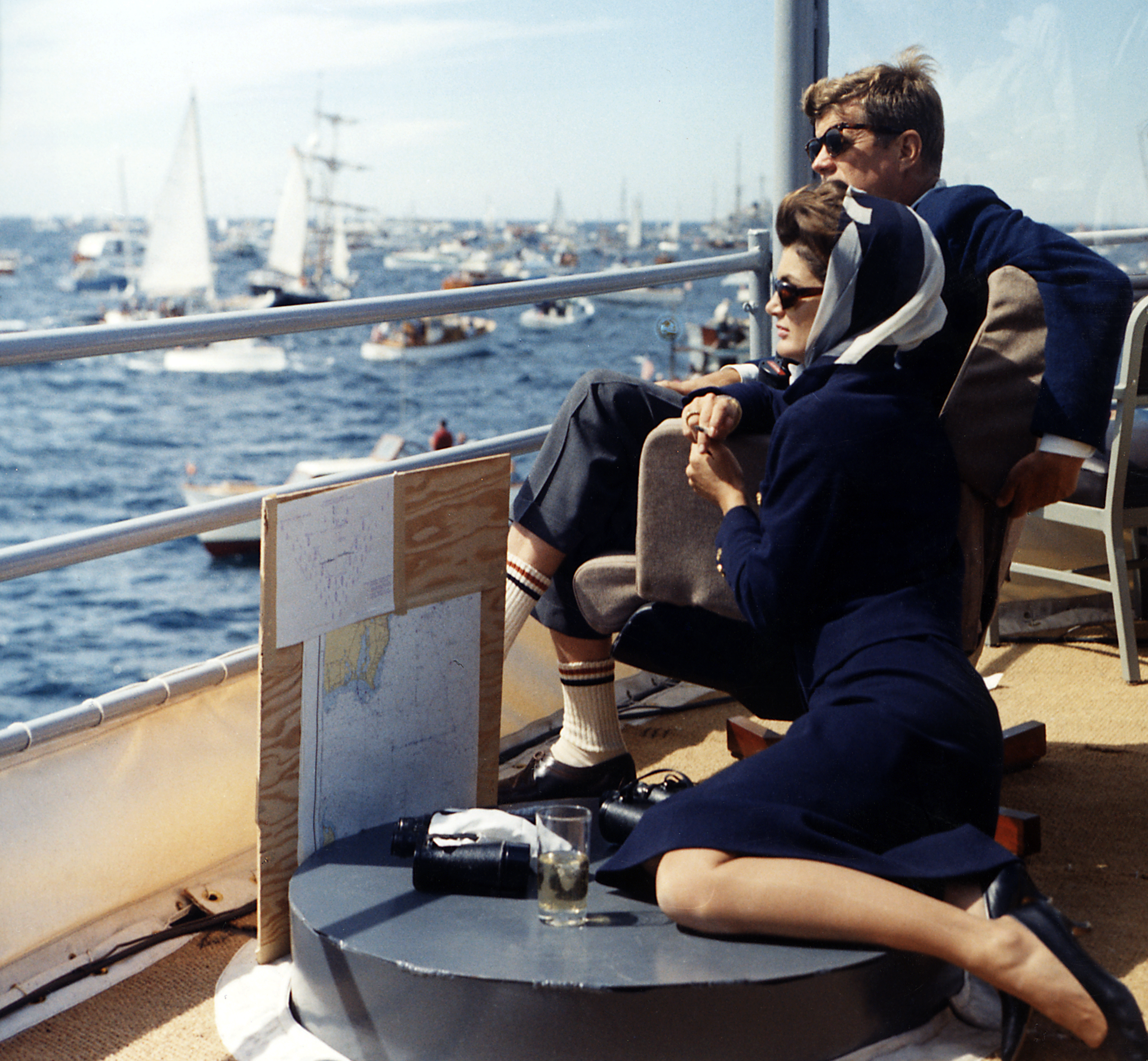
Il Presidente degli Stati Uniti John F. Kennedy e la moglie Jacqueline a Newport durante le regate del 1962.

L'interesse per la Coppa stava iniziando a diventare un fenomeno globale: nel 1970 il New York Yacht Club ricevette più sfide e per la prima volta furono organizzate delle regate tra gli sfidanti, i vincitori delle quali avrebbero potuto giocarsi la coppa con il defender, la Intrepid, che bissò la vittoria del 1967.
Nel 1974 Alan Bond, uno stravagante uomo d'affari australiano, portò tre sfide per la coppa dal 1974 al 1980, venendo sconfitto altrettante volte: le prime due sfide furono vinte da Courageous, terza barca ad aggiudicarsi due edizioni dopo Columbia (1899-1901) e Intrepid (1967-1970), la terza da Freedom dello skipper Dennis Conner, già al timone di Intrepid nel 1974.

#### 1983: gli statunitensi perdono la coppa
Nel 1983 ci furono sei sindacati che avanzarono una sfida per la coppa. Per le regate di selezione degli sfidanti, l'azienda di moda francese Louis Vuitton mise per la prima volta in palio un trofeo: nacque la Louis Vuitton Cup. Tra gli sfidanti vi fu per la prima volta una barca italiana, Azzurra, schierata dallo Yacht Club Costa Smeralda col sostegno finanziario dell'Aga Khan e di Gianni Agnelli. Azzurra, progettata dallo studio Vallicelli di Roma, ebbe come skipper Cino Ricci e timoniere Mauro Pelaschier con altri noti velisti italiani nel pozzetto (come Mosca, Devoto, Mazza, Nava, Ballanti, Isenburg). La barca italiana diede notorietà a una competizione che in Italia solo pochi amanti della vela conoscevano. Azzurra fu varata in grande stile all'Arsenale di Venezia riscuotendo grande entusiasmo in Italia. Tuttavia Azzurra giunse terza nel round robin della Louis Vuitton Cup, mancando l'accesso alla finale, vinta senza troppi problemi dall'agguerrita Australia II di Alan Bond in rappresentanza del Royal Perth Yacht Club, che si mise in evidenza sin da subito per la sua velocità. Progettata da Ben Lexcen e con John Bertrand al timone, la barca australiana presentava una chiglia dotata di un bulbo alato.

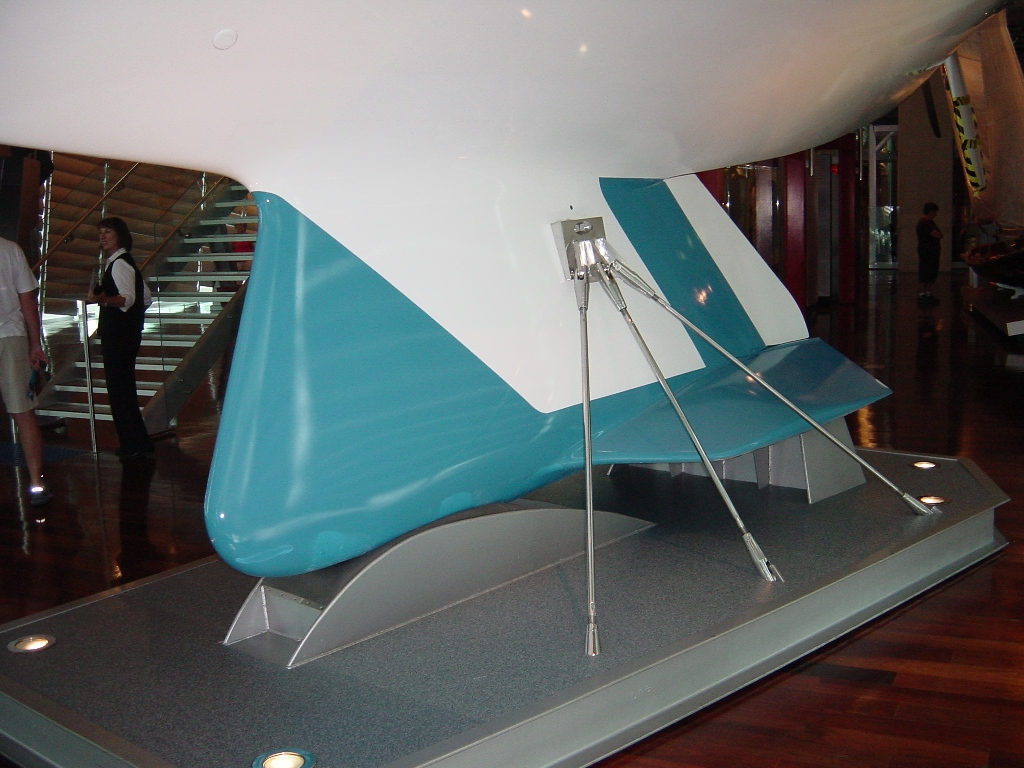
Dettaglio della chiglia alata di Australia II, vincitrice nel 1983.

Tenuta al riparo da sguardi indiscreti, la chiglia conferiva grande velocità e fu oggetto di una controversia legale sin dall'arrivo a Newport degli australiani. Il NYYC asseriva che il progetto originale della chiglia fosse di un gruppo di ingegneri olandesi, contravvenendo alle prescrizioni del Deed of Gift sulla progettazione e costruzione della barca nel paese di provenienza. La barca fu dichiarata regolare, e le venne permesso di partecipare alla regata. La velocità del nuovo sfidante, insieme alle polemiche e alle proteste, attirò l'attenzione dei media internazionali sulla serie.
Per la difesa della coppa gli statunitensi si affidarono a Dennis Conner, che con Liberty si aggiudicò le regate di selezione. Bond, fiducioso per le prestazioni della barca, era giunto a Newport con una chiave inglese, con cui metaforicamente intendeva "svitare" la coppa dal supporto e portarla down under.

Nonostante un inizio non particolarmente felice, sul 3-1 per gli statunitensi Australia II vinse le due regate successive, portando la serie alla regata decisiva per la prima volta dal 1920 (allora al meglio delle cinque). Gli australiani si aggiudicarono la settima regata, spezzando l'imbattibilità del New York Yacht Club, durata 132 anni e 26 sfide. Dalla fine di quella che è la striscia vincente più lunga della storia sportiva, il NYYC non è più riuscito a vincere la coppa che Alan Bond, scherzosamente, ribattezzò Australia's Cup.

#### 1987: La rivincita di Dennis Conner
Nel 1987 la sfida si tenne nelle acque dell'Oceano Indiano davanti alle coste di Fremantle, dopo una modifica al Deed of Gift che rese possibile adeguarsi alle stagioni dell'emisfero australe. Giunsero 13 sfide da 6 paesi diversi, una cifra mai raggiunta prima di allora. Il challenger of record, cui spettava l'organizzazione della Louis Vuitton Cup, era lo Yacht Club Costa Smeralda. La sconfitta del New York Yacht Club aveva aperto alla partecipazione di altri circoli a stelle e strisce. Oltre al NYYC, desideroso di riportare la coppa a casa con la barca non a caso chiamata America II, in Australia giunsero altri 5 sindacati americani, tra cui quello di Dennis Conner, in rappresentanza del circolo della sua città natale, il San Diego Yacht Club. Per l'Italia, oltre ad Azzurra con Pelaschier e Francesco de Angelis, c'era Italia della famiglia Gucci, in rappresentanza dello Yacht Club Italiano. Vi fu il ritorno di uno sfidante canadese e il debutto per la Francia (2 sfide, con i fratelli Marc e Yves Pajot) e per la Nuova Zelanda. Nel round robin Azzurra non andrà oltre l'undicesimo posto; Italia giungerà settima, rimanendo comunque fuori dalle semifinali.
La tecnologia giocava ormai un ruolo sempre più importante nella progettazione delle imbarcazioni. Se nel 1983 Australia II aveva presentato l'innovativa e controversa chiglia alata, nel 1987 si vide la prima barca con scafo in fibra di vetro invece che in alluminio: si trattava della neozelandese Kiwi Magic (KZ 7), del sindacato del banchiere Michael Fay. L'equipaggio di KZ 7, con lo skipper Chris Dickson e il tattico Brad Butterworth, si era messo in luce già nel 1986, durante i campionati del mondo per 12 metri disputati nella stessa Fremantle, chiusi al secondo posto alle spalle di Australia III e davanti ad America II, mostrando al mondo tutta la bravura di una generazione di velisti che dominerà negli anni successivi. KZ 7 perse solo una delle 34 regate del round robin; vincendo 4-0 la semifinale giunse alla finale di Louis Vuitton Cup come favorita contro Stars and Stripes 87 di Dennis Conner. Gli americani sollevarono delle riserve sullo scafo della barca neozelandese, ritenendo che lo spessore non fosse uniforme. Uno dei due equipaggi francesi aveva già lamentato irregolarità alla vigilia della Louis Vuitton Cup, asserendo che KZ 7 non rientrasse negli standard di classe. Conner dichiarò alla stampa "78 yacht 12 metri sono stati costruiti in alluminio. Perché costruirne uno in vetro, se non per imbrogliare?". La barca neozelandese fu misurata due volte, ottenendo la certificazione di aderenza alle specifiche di classe. Furono inoltre praticati dei piccoli fori e lo scafo fu esplorato con gli ultrasuoni per verificare l'assenza di bolle d'aria. Fay, che aveva assicurato che per forare lo scafo della barca sarebbero dovuti passare sul suo cadavere, si sdraiò a terra quando i sondaggi furono eseguiti. Tutti i test confermarono la regolarità della barca, ponendo fine a quello che divenne il Glassgate.
Alla fine della controversia e di una edizione di ben 223 regate, Conner, con Stars & Stripes 87, vinse la Louis Vuitton Cup facendo valere la sua esperienza e approfittando di alcuni errori tattici dei neozelandesi. Lo stesso Dickson riconobbe come i 13 anni di esperienza di Conner avevano avuto la meglio sui 13 mesi d'esperienza dei neozelandesi. Il 4 febbraio Stars & Stripes 87 vinse 4-0 su Kookaburra III di Iain Murray, che nelle selezioni del defender ebbe la meglio su Australia IV di Alan Bond: Conner poté così, al primo tentativo, lavare l'onta della sconfitta patita 4 anni prima, riportando la Coppa negli Stati Uniti, stavolta sulla West Coast.

#### La controversia legale del 1988
Nel luglio del 1987 il sindacato di Michael Fay presentò a sorpresa una sfida di big boats ("grosse barche"), appellandosi a una rigorosa interpretazione del Deed of Gift, e sfidò il San Diego Yacht Club con una barca, KZ1, con una lunghezza fuori tutto di 120 piedi (37 m) e lunghezza alla linea di galleggiamento che sfiorava i 90 piedi, massimo consentito con un equipaggio di 40 uomini. il San Diego Yacht Club non voleva accettare questa sfida, volendo continuare con i 12 metri, programmando una sfida per il 1991. La Corte Suprema dello Stato di New York decretò valida la sfida lanciata dai neozelandesi, che si sarebbe tenuta l'anno successivo. Con poco tempo a disposizione, per non essere battuto, il sindacato di Conner trovò un escamotage tra le pieghe del regolamento. Il Deed of Gift, infatti, prescrive che le barche debbano avere un solo albero e una lunghezza alla linea di galleggiamento non superiore a 90 piedi (27,432 m), senza dare ulteriori indicazioni. In ragione di ciò gli americani adottarono un veloce multiscafo, varando il controverso Stars and Stripes 88, un catamarano di 18 metri dotato di vela alare (prodotta dalla Scaled Composites), che si dimostrò ben più veloce del gemello a vela morbida e fu quindi scelto. I neozelandesi provarono a contestare questa barca, ma una prima corte di giustizia diede ordine di iniziare la sfida. Si ebbe così una serie di regate a senso unico nelle acque di San Diego, che videro l'agile e velocissimo catamarano di Conner surclassare gli sfidanti grazie alle migliori caratteristiche idrodinamiche sia nella prima regata (su percorso a bastone) che nella seconda (su percorso triangolare). Per Mr. America's Cup (come fu soprannominato Conner) si trattò della quarta vittoria personale, la terza come skipper. Il conflitto legale si inasprì e approdò per una seconda e una terza volta alle corti di giustizia. Mentre il secondo tribunale decretò la squalifica della barca americana (essendo contraria allo spirito di lealtà sportiva, avendo posto le basi per una sfida impari), il terzo le assegnò definitivamente la coppa.

### L'America's Cup Class (1992-2007)

Il simbolo della classe IACC

Sulla scia della sfida del 1988 venne introdotta la International America's Cup Class (IACC) che sostituì i 12 metri. Questa nuova classe, che gareggiò per la prima volta nel 1992, era studiata esclusivamente per dare le migliori prestazioni in regate di tipo match race nei percorsi a bastone.
Nel 1992 per la prima volta il challenger fu un circolo di un paese non anglosassone: si trattava della Compagnia della Vela, con Il Moro di Venezia del ravennate Raul Gardini. Il Moro, guidato dallo skipper americano Paul Cayard, si era aggiudicato la Louis Vuitton Cup tra gli 8 partecipanti, battendo in finale i neozelandesi, tra cui si misero in evidenza lo skipper Russell Coutts e il tattico Brad Butterworth. In maniera simile a quanto accadeva per gli sfidanti, in questa occasione anche le regate di selezione del defender ebbero uno sponsor: ad aggiudicarsi la Citizen Cup, a sorpresa, fu America³ di Bill Koch, che ebbe la meglio su Dennis Conner e Stars And Stripes. A San Diego USA23 America³, con l'olimpionico Buddy Melges al timone, difese con successo la coppa battendo 4-1 ITA25 Il Moro di Venezia V. Fu l'unica apparizione del sindacato italiano, che fu sciolto dopo il suicidio di Gardini nel 1993.
Dopo la sconfitta del 1992 Micheal Fay si ritirò dalla competizione. Nel 1995 si formò un altro consorzio neozelandese, Team New Zealand, in rappresentanza del Royal New Zealand Yacht Squadron e guidato da Peter Blake, che mise insieme i migliori velisti del paese, tra cui Coutts e Butterworth. La Citizen Cup (che vide la prima partecipazione di un equipaggio di sole donne, a bordo di Mighty Mary) fu vinta da Dennis Conner e USA 34 Stars & Stripes. Conner, tuttavia, chiese ed ottenne di gareggiare con la barca USA 36 di Young America, che giudicò più veloce. La Louis Vuitton Cup del 1995 vide 7 equipaggi al via. Durante il round robin vi fu l'affondamento di AUS 35 di One Australia, che giungerà in finale con AUS 31, perdendo contro Team New Zealand. Magistralmente guidata da Russell Coutts, NZL 32, soprannominata Black Magic per il colore dello scafo e la sua incredibile velocità, si aggiudicò la coppa, battendo Young America con un perentorio 5-0.
Nel marzo 1997, una persona si introdusse nella sede del Royal New Zealand Yacht Squadron ad Auckland danneggiando l'America's Cup (la brocca in argento) con un martello. L'assalitore, un delinquente recidivo, sostenne che l'attacco aveva motivazioni politiche, ma ciò non gli evitò la galera. Il danno causato era così grave che si temette che la coppa fosse irreparabile. La casa argentiera londinese Garrards, che aveva originariamente fabbricato la coppa nel 1848, riuscì in tre mesi di faticosissimo lavoro (per i quali non chiese alcun pagamento) a riportare la coppa alle condizioni originali.
Dopo la sfida del 1995 il New York Yacht Club lanciò una sfida, che fu annunciata per i primi mesi del 2000, con l'inizio della Louis Vuitton Cup nell'autunno del 1999. Tra gli 11 sfidanti vi era il ritorno dell'Italia con Prada Challenge dell'imprenditore Patrizio Bertelli, in rappresentanza dello Yacht Club Punta Ala. Questa volta Dennis Conner non riuscì a riconquistare la coppa dopo averla persa nel 1995. A vincere la Louis Vuitton Cup fu ITA 45 Luna Rossa, guidata dallo skipper napoletano Francesco de Angelis e dal tattico brasiliano Torben Grael, che vinse 5-4 la finale contro America One dello skipper Paul Cayard. Con questo successo de Angelis divenne così il primo skipper non anglofono in una sfida di America's Cup, la prima senza un circolo statunitense, che vide prevalere ancora Russell Coutts e Team New Zealand per 5-0. In occasione dell'ultima regata, a cui Coutts non prese parte, al timone di NZL 60 c'era Dean Barker, da molti ritenuto il delfino di Coutts.

#### 2003: l'America's Cup va in Svizzera

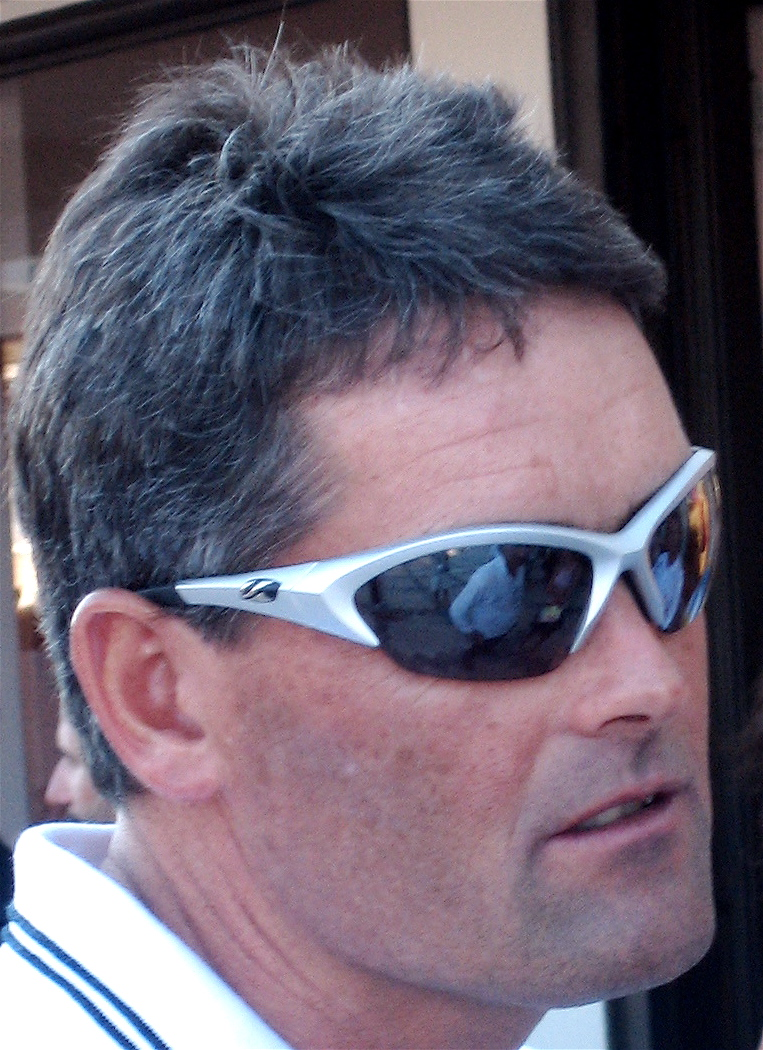
Russell Coutts, imbattuto in 15 regate di America's Cup.

A partire dagli anni '80 del XX secolo le regole sulle nazionalità degli equipaggi e delle barche iniziarono, in virtù della globalizzazione della competizione, a essere meno rigide. Dopo l'America's Cup 2000 l'imprenditore italo-svizzero Ernesto Bertarelli ingaggiò molti dei velisti che avevano vinto le due precedenti sfide, tra cui Coutts e Butterworth, e anche l'olimpionico tedesco Jochen Schümann: nacque così Alinghi, che attraverso la Société nautique de Genève lanciò la sua sfida per il 2003. Per soddisfare le regole in termini di nazionalità i velisti neozelandesi trasferirono la loro residenza in Svizzera.
La Louis Vuitton Cup 2003 prese il via nell'ottobre 2002 con nove barche provenienti da sei nazioni diverse disputare 120 regate per selezionare lo sfidante. Il Challenger of Record era lo Yacht Club Punta Ala con Luna Rossa Prada Challenge. Per l'Italia debuttò un secondo sindacato, Mascalzone Latino dell'armatore Vincenzo Onorato in rappresentanza del Reale Yacht Club Canottieri Savoia, che chiuderà il round robin all'ultimo posto, mentre il cammino di ITA 74 Luna Rossa si fermerà in semifinale. Coutts con Alinghi si aggiudicò la Louis Vuitton Cup (che vide l'ultima partecipazione di Dennis Conner) contro il connazionale Chris Dickson, skipper dell'americana Oracle. Il 15 febbraio iniziò la sfida di Coppa tra l'equipaggio svizzero e il defender, con Dean Barker che aveva preso il posto di skipper lasciato da Coutts. Lo strapotere del pozzetto svizzero e alcuni problemi alla barca neozelandese (costretta al ritiro in due regate) resero anche questa una sfida a senso unico: SUI 64 si impose 5-0. Russell Coutts, 24 ore dopo il suo 41º compleanno, vinceva la sua terza Coppa, con un ruolino di marcia di 15 regate vinte su altrettante corse (in una rimase a terra, cedendo il timone), il che faceva di lui lo skipper più vincente nella storia della competizione.
Dopo oltre 150 anni la Coppa (che fu dotata di un piedistallo di 20 cm su cui riportare i nomi dei vincitori) tornò così in Europa. Poiché la Svizzera non ha sbocchi sul mare (e scartata subito la possibilità di regatare sul Lemano) la sfida del 2007 ebbe luogo nelle acque di fronte alla città spagnola di Valencia. La Société nautique de Genève modificò i regolamenti, lasciando come unico requisito di nazionalità l'aver costruito nel paese di provenienza la barca. Questo aprì la strada alle prime sfide lanciate da Cina e Sudafrica, rispettivamente con China Team e Team Shosholoza, che si unirono ad altri 9 sfidanti, tra cui 3 italiani: oltre a Luna Rossa Challenge e Mascalzone Latino - Capitalia Team debuttò +39 Challenge per il Circolo Vela Gargnano. La Louis Vuitton Cup 2007 fu preceduta da una serie di competizioni preliminari in Europa, i Louis Vuitton Acts, con regate di flotta e match race, tra il 2004 e il 2007. Due di questi atti si tennero in Italia, a Trapani. Emirates Team New Zealand si aggiudicò la Louis Vuitton Cup battendo in finale Luna Rossa 5-0. Per Dean Barker arrivò subito la possibilità di riscattare il 5-0 subito 4 anni prima a Auckland, ma nonostante l'essere stato avanti 2-1, sarà SUI 100, con Ed Baird al timone e Butterworth come skipper al posto di Coutts, a vincere 5-2 quella che fu l'ultima edizione con le barche di classe ACC.

### La disputa legale e la 33ª America's Cup
La 33ª edizione vide una feroce disputa legale sostenuta dal miliardario americano Larry Ellison, proprietario di BMW Oracle Racing, che aveva partecipato alle due precedenti edizioni in rappresentanza del Golden Gate Yacht Club. Ellison denunciò le violazioni di Alinghi, appellandosi alla Corte Suprema dello Stato di New York. Originariamente infatti Alinghi aveva accettato quale Challenger of Record il team Desafío Español per il Club Náutico Español de Vela (circolo costituito appositamente per la sfida), sennonché il GGYC impugnava la sfida spagnoli eccependo la violazione dei dettami del Deed of Gift. Con la sentenza del 2 aprile 2009, la Corte Suprema di New York, ribaltando una precedente pronuncia resa in favore di Alinghi il 29 luglio 2008, riconosceva, definitivamente, nel Golden Gate Yacht Club il nome del Challenger of records della 33esima America's Cup. Le intenzioni di Ellison erano quelle di una sfida a due, senza ulteriori sfidanti, secondo le regole del Deed of Gift, come già accaduto nel 1988. a tale scopo costruirono il primo trimarano della storia dell'America's Cup, USA17
Dopo varie dispute è stata ufficializzata, dal Defender Alinghi, la data della competizione: la 33esima America's Cup si è svolta dal 1º al 25 febbraio 2010 di nuovo nelle acque di Valencia, dopo che la Corte Suprema dello Stato di New York aveva accolto il ricorso di Ellison contro la scelta di Ras al-Khaima, favorita dagli svizzeri in quanto località con poco vento, il che avrebbe dato problemi a USA17 che avrebbe sofferto contro il catamarano degli svizzeri, Alinghi 5. USA17, guidata dallo skipper australiano James Spithill, si è aggiudicata la serie 2-0, riportando la Coppa negli Stati Uniti.

### I multiscafi (2011-2017)

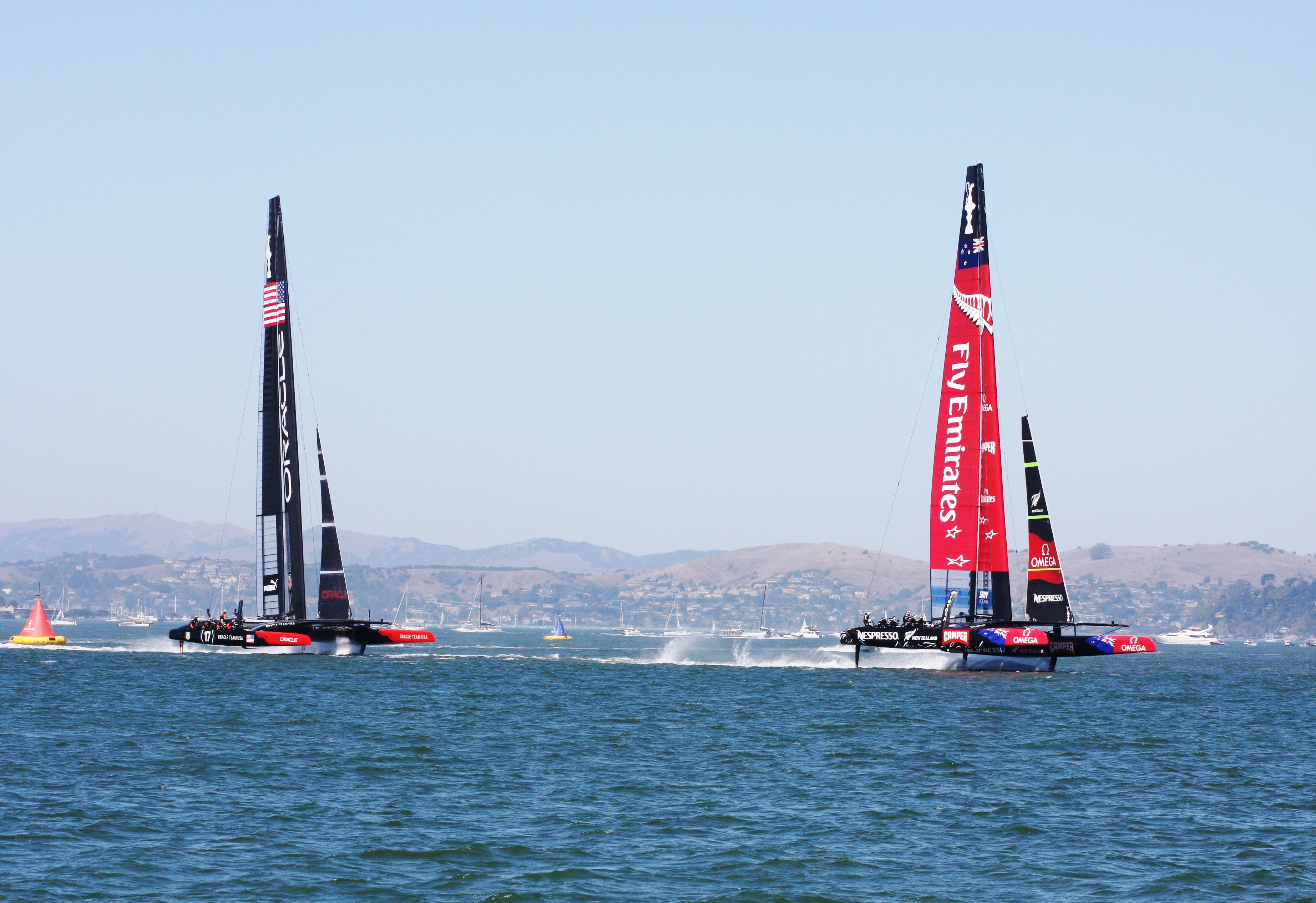
USA17 (sinistra) e Aotearoa (destra) in una regata della 34ª America's Cup

In vista della 34ª sfida il defender, il Golden Gate Yacht Club, scelse di adottare barche multiscafo per avere sfide più avvincenti. Tra il 2011 e il 2013 si sono tenute alcune regate nell'ambito dell'America's Cup World Series, in diverse località nel mondo (in Italia a Venezia e Napoli), con catamarani da 45 piedi, più piccoli degli AC72 che avrebbero preso parte alla Louis Vuitton Cup, che vide solo 3 partecipanti, a fronte del ritiro di molti equipaggi delle World Series. Durante un allenamento la barca degli svedesi di Artemis Racing scuffiò, causando la morte dell'olimpionico Andrew Simpson. Emirates Team New Zealand si aggiudicò la Louis Vuitton Cup battendo in finale 7-1 Luna Rossa. Il 7 settembre nella baia di San Francisco iniziò la sfida tra i neozelandesi e Oracle Team USA. La prima barca a raggiungere le 9 vittorie avrebbe conquistato la Coppa, ma l'equipaggio americano fu penalizzato per violazioni delle regole di stazza durante le World Series e non gli sarebbero state assegnate le prime due vittorie. Dean Barker e i suoi giunsero sul punteggio di 8-1 e il 20 settembre, sul punteggio di 8-2, si avviavano verso la vittoria con ampio margine, ma il vento si placò, Aotearoa non giunse al traguardo entro il tempo limite di 40 minuti e la regata venne annullata. Nei giorni successivi Spithill e USA17 vinceranno tutte le regate, compiendo una insperata rimonta e aggiudicandosi la coppa col punteggio di 9-8.
Nel 2017 la sfida si tenne nella bermudiana Great Sound. Fu reintrodotta una quota di equipaggio della nazionalità del circolo sfidante (25%). Nel 2014 fu annunciata l'adozione di catamarani più piccoli di 62 piedi, ma nel marzo 2015 i partecipanti votarono per un'ulteriore riduzione a 45 piedi: ciò portò al ritiro di Luna Rossa, unico partecipante italiano.. A darsi battaglia nelle America's Cup World Series furono 6 equipaggi, compreso il defender, che parteciperà anche al round robin del Louis Vuitton Challenger Trophy (prima partecipazione del defender alla competizione di selezione dello sfidante), giungendo al primo posto. Anche in questa edizione Oracle Team USA ha dovuto affrontare Emirates Team New Zealand, che dopo l'abbandono di Dean Barker contava sull'esperienza dello skipper Glenn Ashby. Il catamarano neozelandese Aotearoa fu affidato al giovane timoniere Peter Burling, oro ai giochi di Rio nel 49er con Blair Tuke: entrambi erano parte dell'equipaggio che nel 2013 vinse la Youth America's Cup. In luogo dei grinder la barca neozelandese, disegnata dal team di Dan Bernasconi, fu dotata di dispositivi simili a delle biciclette, che venivano azionati da alcuni ciclisti arruolati per l'occasione (tra cui il pistard Simon van Velthooven). Burling e i suoi partirono da -1 per via dei risultati della barca americana 17, guidata anche stavolta da Spithill, nel Louis Vuitton Challenger Trophy, tuttavia i neozelandesi riuscirono ad aggiudicarsi la coppa, imponendosi con un perentorio 7-1: a 26 anni Burling divenne il più giovane timoniere ad essersi mai aggiudicato la Coppa. In quello stesso anno fu nominato velista mondiale dell'anno.
L'edizione successiva si tenne così ad Auckland nel marzo 2021.

### Il ritorno al monoscafo (2017- )
Dopo la vittoria a Bermuda il Royal New Zealand Yacht Squadron ricevette una sfida dal Circolo della Vela Sicilia, che divenne così il challenger of record della 36ª sfida. I due circoli concordarono che la sfida si sarebbe tenuta nel marzo 2021 ad Auckland. Fu introdotto un limite minimo del 20% di velisti con passaporto della nazione del circolo sfidante, mentre per gli altri vi fu obbligo a risiedere nel paese dello sfidante nei due anni precedenti; fu inoltre deciso il ritorno ai monoscafi e fu così varata la nuova classe AC75. Le nuove imbarcazioni si sarebbero dovute affrontare nelle World Series 2020, ma i primi atti, a Cagliari e a Portsmouth, furono cancellate a causa della pandemia di COVID-19. Nel dicembre 2020 i tre equipaggi sfidanti e il defender si sono affrontati nell'atto conclusivo delle World Series. in questa edizione la casa di moda Prada diventa sponsor della America's Cup e delle regate di selezione del challenger, che assumono il nome di Prada Cup.
Luna Rossa Prada Pirelli, in rappresentanza del Circolo della Vela Sicilia, si aggiudicò la Prada Cup diventando lo sfidante: per il sindacato di Patrizio Bertelli si trattava della seconda volta dopo la sfida del 2000. La sfida, inizialmente prevista a partire dal 6 marzo, fu posticipata dal 10 marzo a causa di alcuni casi di COVID-19 nella città di Auckland. Luna Rossa (con Max Sirena skipper non a bordo), l'unica imbarcazione ad avere a bordo due timonieri, con James Spithill al timone di destra e Checco Bruni a quello di sinistra, partì da sfavorita contro la veloce barca neozelandese Te Rehutai, ma grazie a delle buone prestazioni in partenza riuscì a tenere testa allo yacht guidato da Peter Burling, chiudendo sul 3-3 dopo i primi tre giorni. La maggiore velocità della barca neozelandese, unita ad alcuni errori tattici dell'equipaggio italiano, spostarono definitivamente gli equilibri in favore del defender, che si impose in tutte le regate successive, aggiudicandosi la coppa con il punteggio finale di 7-3.
Nelle ore immediatamente successive alla vittoria il Royal Yacht Squadron (i cui vertici si trovavano ad Auckland) lanciò una sfida che fu accolta: il circolo britannico, che mise in palio la coppa nel 1851, è divenuto così il challenger of record della 37ª America's Cup, i cui termini verranno concordati entro la fine del 2021.

## Regole
Il Deed of Gift (in italiano atto di donazione) è il documento con cui la coppa fu donata al New York Yacht Club affinché fosse messa in palio in una sfida tra nazioni, all'insegna dell'amicizia. In esso sono contenute alcune regole, che rendono il Deed of Gift la base regolamentare per ogni sfida. Tuttavia i detentori possono adottare regole diverse per una sfida, previo accordo con lo sfidante (in caso di più sfide il primo ad avere lanciato la sfida, il challenger of record, rappresenta gli altri). In caso di mancato accordo le regate si svolgono secondo le regole del Deed Of Gift, come accaduto nel 1988 e nel 2010. Il Deed of Gift, più volte emendato, è depositato presso la Corte Suprema dello Stato di New York, che dirime le dispute legali. Nel 1985 La Corte Suprema, accogliendo una richiesta del Royal Perth Yacht Club, apportò una modifica sul calendario della manifestazione. Il testo originale prevedeva che la competizione non potesse avere luogo tra il 1º novembre e il 1º maggio, ma dopo la modifica questa prescrizione rimane in vigore solo per sfide tenute nell'emisfero boreale, mentre nell'emisfero australe, dove l'alternarsi delle stagioni segue un andamento diametralmente opposto, le regate non potranno avere luogo nel periodo compreso tra il 1º maggio e il 1º novembre.

### Barche
In origine le regate non adottavano standard internazionali per la classificazione delle barche: ogni circolo utilizzava le proprie regole di classe. Nel 1885 il New York Yacht Club introdusse una prima regola comune: {\displaystyle {\text{R}}={\frac {2\cdot {\text{LWL}}+{\sqrt {\text{S}}}}{3}}}, dove LWL è la lunghezza alla linea di galleggiamento (fissata in 85 piedi), S la superficie velica ed R il rating, utilizzato per correggere i tempi ottenuti.
Nel 1893 fu adottato il sistema del Seawanhaka Corinthian Yacht Club: {\displaystyle R={\frac {LWL+{\sqrt {S}}}{2}}}. La Seawanhaka Rule (con lunghezza fissata in 85 piedi, aumentata a 90 dal 1895).
Nel 1914 fu introdotta la Universal Rule {\displaystyle R={\frac {0.18\cdot L\cdot {\sqrt {S}}}{\sqrt[{3}]{D}}}}, dove L è la lunghezza (calcolata a partire dalla lunghezza al galleggiamento) e D il dislocamento. Nella sfida del 1920 il limite fu posto a 75 piedi. La Universal Rule permise di dividere in classi le imbarcazioni in base al rating ottenuto; dal 1930 al 1937 furono impiegati gli yacht di classe J, con rating tra 65 e 76.
Nel secondo dopoguerra ci si adeguò alle classi veliche internazionali e furono così impiegate le barche 12 metri. A partire dal 1992 furono usati gli yacht dell'International America's Cup Class (in seguito solo America's Cup Class), le cui regole sono state leggermente modificate nelle varie edizioni. Per la 32ª America's Cup le barche dovevano soddisfare la formula:{\displaystyle {\frac {L+1.25\times {\sqrt {S}}-9.8\times {\sqrt[{3}]{D}}}{0.686}}\leq 24.000\,metri}. il numero di uomini a bordo era fissato a 17, cui si aggiungeva un "18º uomo", senza compiti di manovra: questi era spesso una celebrità imbarcata per motivi pubblicitari o un rappresentante degli sponsor.
Nell'edizione del 2013, con l'intenzione di rendere l'America's Cup una competizione per le barche "più veloci del mondo", furono introdotte le barche multiscafo. Per la prima volta un protocollo di gara sanciva esplicitamente l'utilizzo di imbarcazioni multiscafo e di vele rigide, cosa che era già accaduta nel 1988 e nel 2010 sfruttando il vuoto regolamentare. Le barche della classe AC72 furono catamarani di 72 piedi manovrati da 11 persone, dotati di vela alare e un albero di 40 metri. L'utilizzo di hydrofoil permetteva a queste imbarcazioni di essere più veloci del vento stesso, toccando in gara i 47,57 nodi a fronte di un vento di 21,8 nodi.
Nel 2017 furono impiegati dei catamarani più piccoli, di classe AC50, dopo avere scartato la classe AC60 precedentemente introdotta: la lunghezza fu ridotta a 50 piedi e la superficie della vela alare dimezzata. Questo non impedì comunque di raggiungerete velocità, con un massimo registrato di 47,2 nodi (87,4 km/h).
La 36ª sfida segnò un ritorno al monoscafo con vela morbida, ma la classe AC75 mantenne gli hydrofoil, che permisero di ottenere grandi velocità e regate più spettacolari: se le simulazioni dei computer valutarono possibile superare i 50 nodi, in gara fu toccata la velocità massima di 53,31 nodi.
La 37ª sfida si è disputata dal 12 al 19 ottobre a Barcellona. Le imbarcazioni utilizzate erano i monoscafi foiling AC75. Il defender Emirates Team New Zealand, vittorioso nella precedente edizione, ha sfidato il vincitore del torneo di selezione dei challenger (Louis Vuitton Cup 2024): Ineos Britannia. La formula prevedeva uno scontro al meglio delle 13 regate che è stato vinto da Emirates Team New Zealand per 7 a 2.

## Vincitori e sconfitti
Con (d) è indicata la squadra vincitrice che ha difeso il titolo, con (s) la squadra vincitrice in qualità di sfidante dei detentori del titolo.
| Anno | Edizione | Vincitore             | Vincitore | Paese         | Sconfitto                     | Sconfitto | Paese         | Punteggio   | Luogo di regata                                                   |
| ---- | -------- | --------------------- | --------- | ------------- | ----------------------------- | --------- | ------------- | ----------- | ----------------------------------------------------------------- |
| 1851 | 0        | America (s)           |           | Stati Uniti   | Aurora                        |           | Regno Unito   | 1-0         | Cowes Regno Unito                                                 |
| 1870 | 1        | Magic (d)             |           | Stati Uniti   | Cambria                       |           | Regno Unito   | 1-0         | New York Stati Uniti                                              |
| 1871 | 2        | Columbia e Sappho (d) |           | Stati Uniti   | Livonia                       |           | Regno Unito   | 4-1 (2-2-1) | New York Stati Uniti                                              |
| 1876 | 3        | Madeleine (d)         |           | Stati Uniti   | Countess of Dufferin          |           | Canada        | 2-0         | New York Stati Uniti                                              |
| 1881 | 4        | Mischief (d)          |           | Stati Uniti   | Atalanta                      |           | Canada        | 2-0         | New York Stati Uniti                                              |
| 1885 | 5        | Puritan (d)           |           | Stati Uniti   | Genesta                       |           | Regno Unito   | 2-0         | New York Stati Uniti                                              |
| 1886 | 6        | Mayflower (d)         |           | Stati Uniti   | Galatea                       |           | Regno Unito   | 2-0         | New York Stati Uniti                                              |
| 1887 | 7        | Volunteer (d)         |           | Stati Uniti   | Thistle                       |           | Regno Unito   | 2-0         | New York Stati Uniti                                              |
| 1893 | 8        | Vigilant (d)          |           | Stati Uniti   | Valkyrie II                   |           | Regno Unito   | 3-0         | New York Stati Uniti                                              |
| 1895 | 9        | Defender (d)          |           | Stati Uniti   | Valkyrie III                  |           | Regno Unito   | 3-0         | Al largo del Sandy Hook nei pressi di Lower New York Bay New York |
| 1899 | 10       | Columbia (d)          |           | Stati Uniti   | Shamrock                      |           | Regno Unito   | 3-0         | Porto di New York New York                                        |
| 1901 | 11       | Columbia (d)          |           | Stati Uniti   | Shamrock II                   |           | Regno Unito   | 3-0         | Porto di New York New York                                        |
| 1903 | 12       | Reliance (d)          |           | Stati Uniti   | Shamrock III                  |           | Regno Unito   | 3-0         | New York Stati Uniti                                              |
| 1920 | 13       | Resolute (d)          |           | Stati Uniti   | Shamrock IV                   |           | Regno Unito   | 3-2         | Porto di New York New York                                        |
| 1930 | 14       | Enterprise (d)        |           | Stati Uniti   | Shamrock V                    |           | Regno Unito   | 4-0         | Newport Stati Uniti                                               |
| 1934 | 15       | Rainbow (d)           |           | Stati Uniti   | Endeavour                     |           | Regno Unito   | 4-2         | Newport Stati Uniti                                               |
| 1937 | 16       | Ranger (d)            |           | Stati Uniti   | Endeavour II                  |           | Regno Unito   | 4-0         | Newport Stati Uniti                                               |
| 1958 | 17       | Columbia (d)          |           | Stati Uniti   | Sceptre                       |           | Regno Unito   | 3-1         | Newport Stati Uniti                                               |
| 1962 | 18       | Weatherly (d)         |           | Stati Uniti   | Gretel                        |           | Australia     | 4-1         | Newport Stati Uniti                                               |
| 1964 | 19       | Constellation (d)     |           | Stati Uniti   | Sovereign                     |           | Regno Unito   | 3-1         | Newport Stati Uniti                                               |
| 1967 | 20       | Intrepid (d)          |           | Stati Uniti   | Dame Pattie                   |           | Australia     | 4-0         | Newport Stati Uniti                                               |
| 1970 | 21       | Intrepid (d)          |           | Stati Uniti   | Gretel II                     |           | Australia     | 4-1         | Newport Stati Uniti                                               |
| 1974 | 22       | Courageous (d)        |           | Stati Uniti   | Southern Cross                |           | Australia     | 4-0         | Newport Stati Uniti                                               |
| 1977 | 23       | Courageous (d)        |           | Stati Uniti   | Australia                     |           | Australia     | 4-0         | Newport Stati Uniti                                               |
| 1980 | 24       | Freedom (d)           |           | Stati Uniti   | Australia                     |           | Australia     | 4-1         | Newport Stati Uniti                                               |
| 1983 | 25       | Australia II (s)      |           | Australia     | Liberty                       |           | Stati Uniti   | 4-3         | Newport Stati Uniti                                               |
| 1987 | 26       | Stars and Stripes (s) |           | Stati Uniti   | Kookaburra III                |           | Australia     | 4-0         | Fremantle Australia                                               |
| 1988 | 27       | Stars and Stripes (d) |           | Stati Uniti   | KZ1                           |           | Nuova Zelanda | 2-0         | San Diego Stati Uniti                                             |
| 1992 | 28       | America³ (d)          |           | Stati Uniti   | Il Moro di Venezia            |           | Italia        | 4-1         | San Diego Stati Uniti                                             |
| 1995 | 29       | Team New Zealand (s)  |           | Nuova Zelanda | Young America                 |           | Stati Uniti   | 5-0         | San Diego Stati Uniti                                             |
| 2000 | 30       | Team New Zealand (d)  |           | Nuova Zelanda | Luna Rossa                    |           | Italia        | 5-0         | Auckland Nuova Zelanda                                            |
| 2003 | 31       | Alinghi (s)           |           | Svizzera      | Team New Zealand              |           | Nuova Zelanda | 5-0         | Auckland Nuova Zelanda                                            |
| 2007 | 32       | Alinghi (d)           |           | Svizzera      | Team New Zealand              |           | Nuova Zelanda | 5-2         | Porto America's Cup, Valencia Spagna                              |
| 2010 | 33       | BMW Oracle Racing (s) |           | Stati Uniti   | Alinghi                       |           | Svizzera      | 2-0         | Porto America's Cup, Valencia Spagna                              |
| 2013 | 34       | BMW Oracle Racing (d) |           | Stati Uniti   | Team New Zealand              |           | Nuova Zelanda | 9-8         | San Francisco, California Stati Uniti                             |
| 2017 | 35       | Team New Zealand (s)  |           | Nuova Zelanda | BMW Oracle Racing             |           | Stati Uniti   | 7-1         | Great Sound Bermuda                                               |
| 2021 | 36       | Team New Zealand (d)  |           | Nuova Zelanda | Luna Rossa Prada Pirelli Team |           | Italia        | 7-3         | Auckland Nuova Zelanda                                            |
| 2024 | 37       | Team New Zealand (d)  |           | Nuova Zelanda | INEOS Team UK                 |           | Gran Bretagna | 7-2         | Barcellona Spagna                                                 |

1. 1 2  Nel 1851 e nel 1870 si tenne una regata di flotta in cui il circolo ospitante schierò più imbarcazioni. Quella indicata è la prima arrivata al traguardo
2. ↑  Columbia per 3 regate (2-1), Sappho per 2 regate (2-0)

## Record dei club e degli skipper vincitori
| Circolo                          | Sede          | Prima vittoria | Vittorie | Sconfitte |
| -------------------------------- | ------------- | -------------- | -------- | --------- |
| New York Yacht Club              | New York      | 1851           | 25       | 1         |
| Royal New Zealand Yacht Squadron | Auckland      | 1995           | 5        | 3         |
| San Diego Yacht Club             | San Diego     | 1987           | 3        | 1         |
| Société nautique de Genève       | Ginevra       | 2003           | 2        | 1         |
| Golden Gate Yacht Club           | San Francisco | 2010           | 2        | 1         |
| Royal Perth Yacht Club           | Perth         | 1983           | 1        | 3         |

| Nome                 | Vittorie | Regate vinte-perse |
| -------------------- | -------- | ------------------ |
| Russell Coutts       | 3        | 14-0               |
| Dennis Conner        | 3        | 13-9               |
| Harold S. Vanderbilt | 3        | 12-2               |
| Charlie Barr         | 3        | 9-0                |
| Peter Burling        | 2        | 22-6               |
| James Spithill       | 2        | 17-23              |

Sono riportate le vittorie come skipper: Dennis Conner ha vinto per quattro volte la coppa, ma in una occasione (1974, 22ª edizione) era timoniere agli ordini dello skipper Ted Hood, cosi come Peter Burling la ha vinta 3 volte ma in una occasione (2017, 35ª edizione) era timoniere agli ordini dello skipper Glenn Ashby. Allo stesso modo non è riportato il record di Brad Butterworth, che ha vinto 4 volte la Coppa e 16 regate consecutive, ma come tattico.

## Sponsor
Dal 1983 al 2017 lo sponsor principale è stato Louis Vuitton e le regate di selezione per designare lo sfidante si sono svolte sotto il nome di Louis Vuitton Cup. In maniera simile la Citizen fu lo sponsor delle regate di selezione del defender nel 1992 e nel 1995, mettendo in palio la Citizen Cup. Nel 2024 lo sponsor è tornato ad essere Louis Vuitton e la competizione Louis Vuitton Cup.
Nel 2021 lo sponsor principale è stato Prada e le sfide per la selezione del challenger hanno assunto il nome di Prada Cup.

### Pagine
- Louis Vuitton Cup
- Prada Cup
- Vela (sport)

### Categorie
- Partecipanti alla America's Cup
- Partecipanti alla Louis Vuitton Cup
- Partecipanti alla Prada Cup